# Antygomonas
Famille
Genre
Synonymes
- Antigomonidae Adrianov & Malakhov 1994
- Antigomonas Adrianov & Malakhov 1994

Antygomonas est un genre de Kinorhynches, le seul de la famille des Antygomonidae.
Ce sont de petits invertébrés faisant partie du meiobenthos.

## Liste des espèces
- Antygomonas incomitata Nebelsick, 1990
- Antygomonas oreas Bauer-Nebelsick, 1996
- Antygomonas paulae Sorensen, 2007

## Publication originale
- Nebelsick, 1990 : Antygomonas incomitata gen. et sp. n. Cyclorhagida, Kinorhyncha and its phylogenetic relationships. Zoologica Scripta, vol. 19, n. 2, p. 143-152.
- Adrianov & Malakhov, 1994 : Kinorhyncha: Structure, development, phylogeny and taxonomy. Nauka Publishing, p. 1-260.